# 懿宗 (唐)
懿宗（いそう）は、唐朝の第20代皇帝。宣宗の長男。史書によれば暗愚な性格であったという。

## 生涯
初名は温。鄆王に封じられたが、後に汴王に転封された。宣宗は雍王李渼（靖懐太子）を皇嗣と定めたが、李渼が早世したために、庶長子であった李温の立太子を考えたものの、あまりにも暗愚なために立太子を躊躇した。しかし大中13年（859年）に宣宗が危篤となると、宦官が勝手に李漼（李温）を擁立させた。
太平広記によれば、懿宗の器量は落ち着いて穏やかであり、容貌にすぐれていた。音律にも長けたが、遊興を楽しむのに節度がなく、酒色に没頭したまま政務を放棄した。即位後は宦官に朝政を一任し、その在位中には藩鎮の割拠とあいまって農民反乱が多発した。即位した初年にすでに浙東の裘甫が民乱を起こし、咸通9年（868年）には徐州・泗州を守っていた藩鎮の戍兵らが桂林に移ると不満を抱き、龐勛の主導で兵乱を起こした。
仏教を信奉した懿宗は咸通14年（873年）春、大臣の反対も聞かず、莫大な費用をかけて仏骨を迎える行事を強行した。当時に翰林学士の劉允章は『直諫書』を引用し、「国家を崩壊させる9つの要素」を指摘し、政治の跛行を描写した。一方、伝記小説の『唐人伝奇』や北宋時代の『太平広記』には著墨、つまり朝廷の捺印も経ていない便法的な売官が懿宗の治世に盛んだったと伝えられている。
873年（咸通14年）、崩御。
崩御の2年後に発生した黄巣の乱により唐朝は回復不能の打撃を受けることになる。
新羅の景文王が咸通3年（862年）7月に使者を派遣して土産物を貢納し、これに対し咸通6年（865年）4月に景文王を〈開府儀同三司・検校太尉・使持節大都督・鶏林州諸軍事・上柱国・新羅王〉に冊封している。

## 宗室
- 側室：王貴妃（贈恵安皇后）
  - 五男：普王 李儼（僖宗） - 第21代皇帝
- 側室：王宮人（贈恭憲皇后）
  - 七男：寿王 李傑（昭宗） - 第22代皇帝
- 側室：郭淑妃
  - 皇女：同昌公主
- 側室：楚国夫人楊氏、婕妤崔氏、婕妤王氏、雷氏
- 生母不詳の子女
  - 皇子：魏王李佾、涼王李侹、蜀王李佶、咸王李侃、吉王李保、睦王李倚
  - 皇女：安化公主、普康公主、昌元公主、昌寧公主、金華公主、仁寿公主、永寿公主、遂寧公主